# Blida
Blida   este un oraș  în  Algeria. Este reședința  provinciei  Blida.